# Монголия в составе Цинской империи
Монголия в составе Цинской империи — период монгольской истории с XVII века по начало XX века.

## Подчинение монголов маньчжурами

Монголия в составе Государства Цин

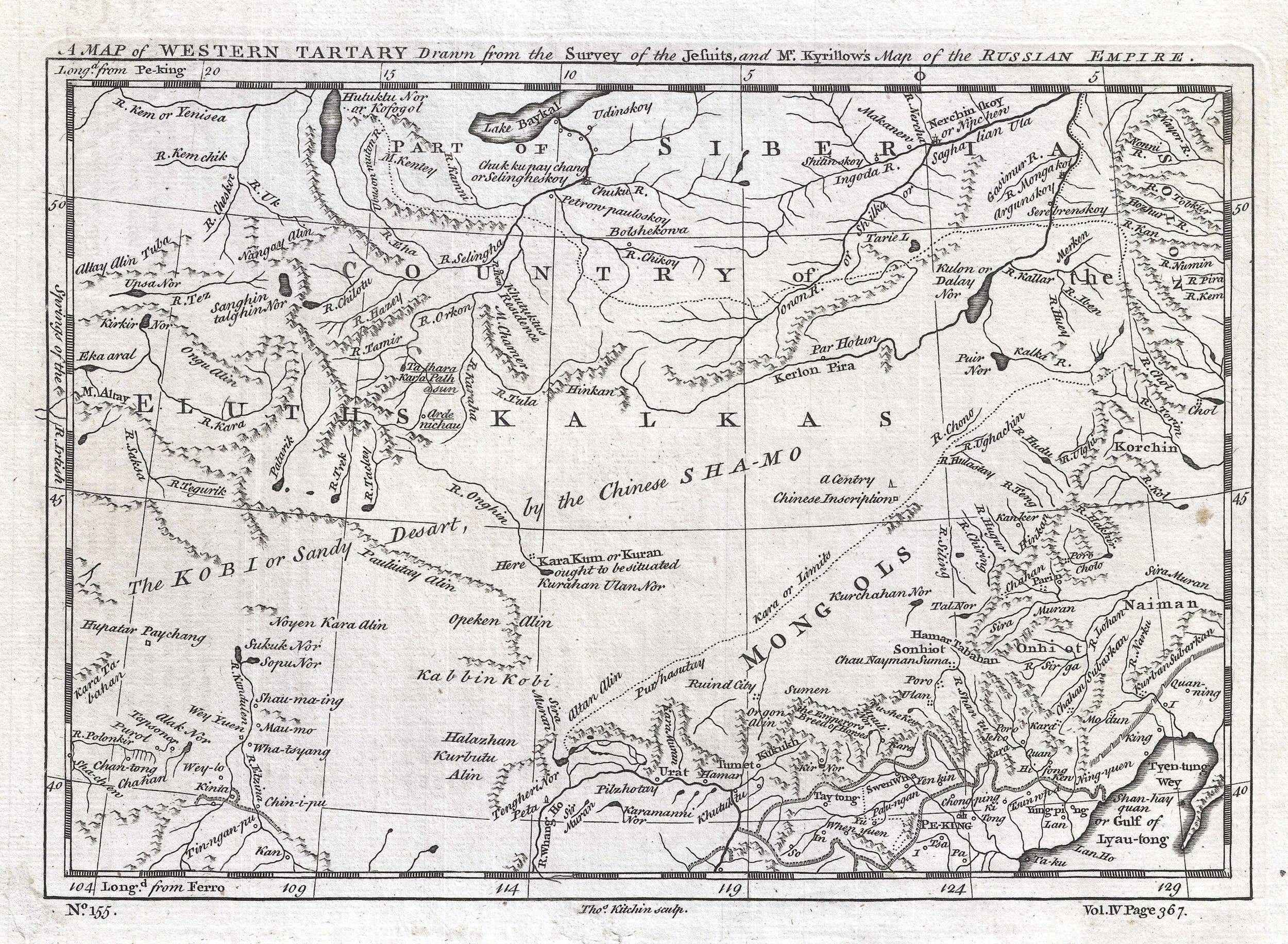
Монгольские племена в Южной Монголии: оннюты (Onhiot), хорчины (Khorchin). Найманы на юге от реки Шара-Мурэн (Sira Muran). 1747 г.

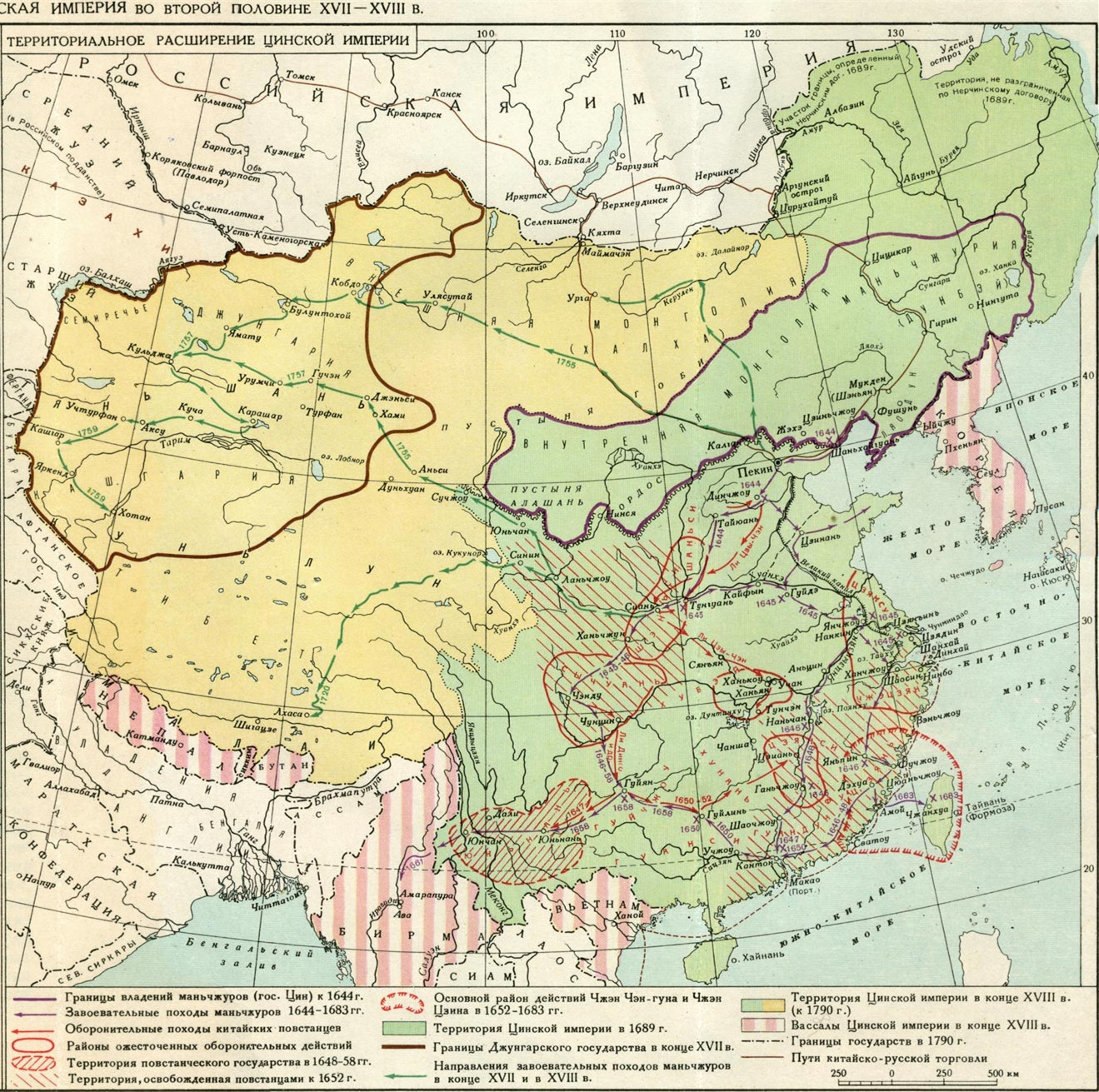
Маньчжурская империя в 1820 г.

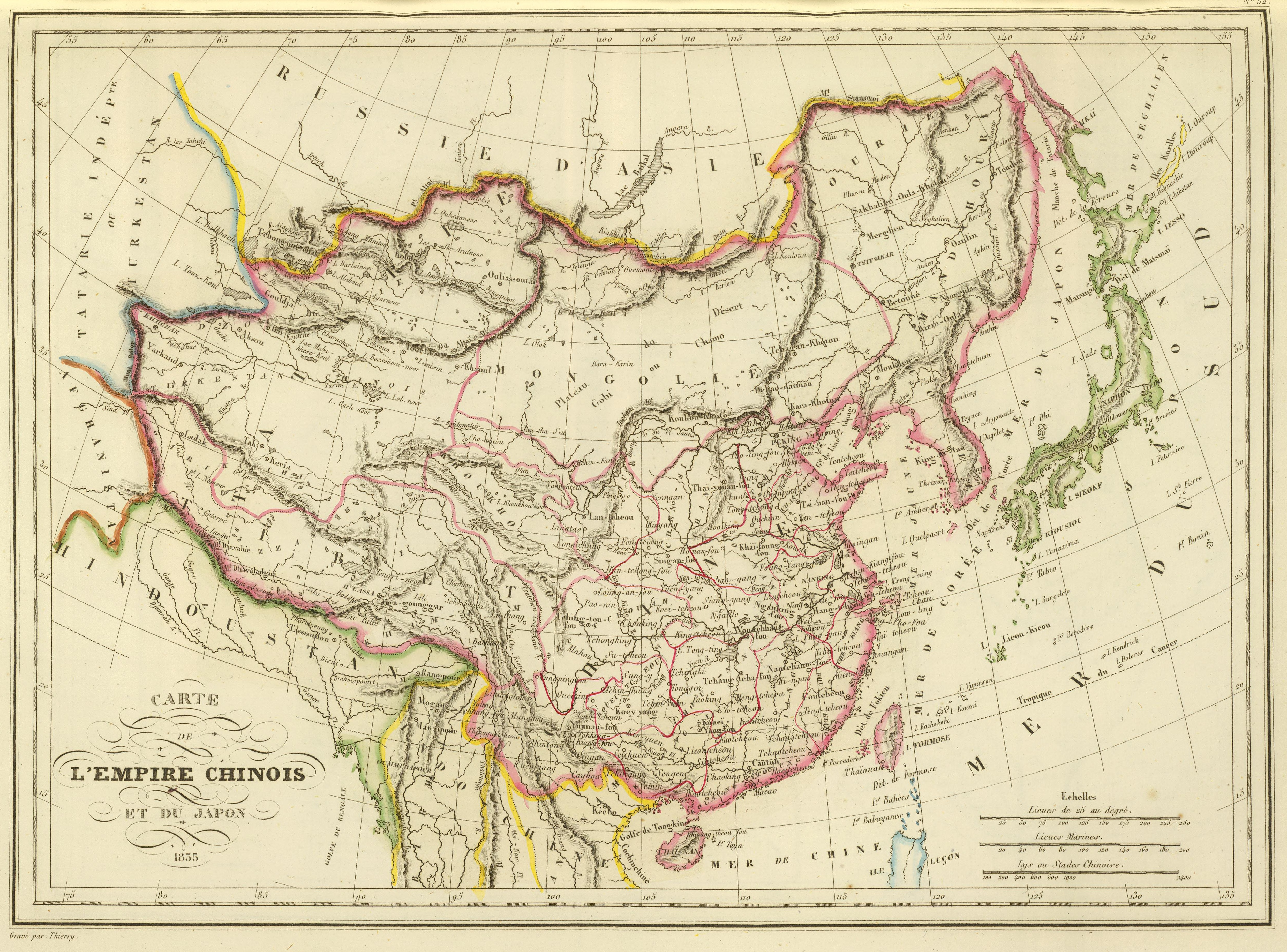
1833 г.

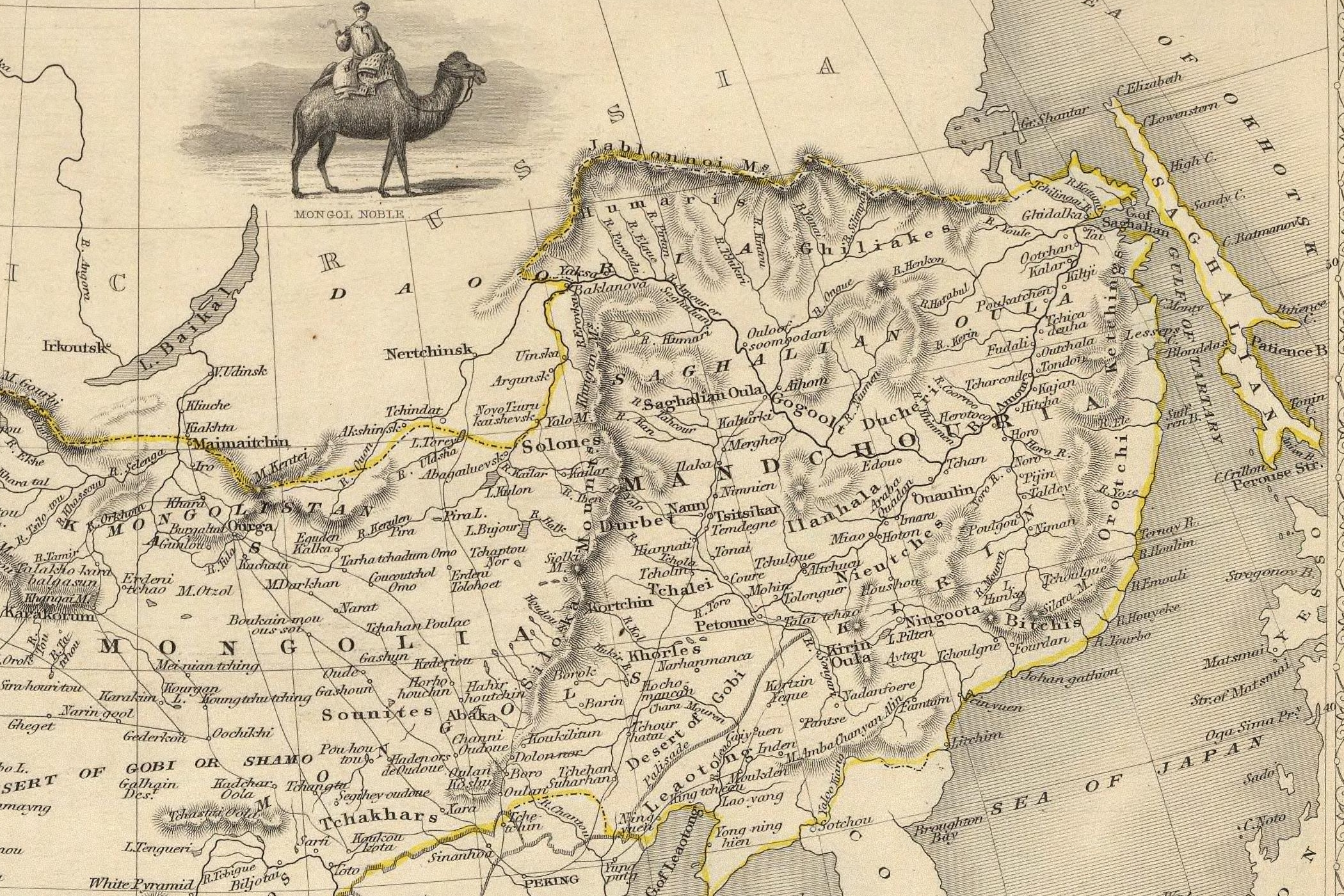
Монгольские племена в Южной Монголии: суниты (Sounites), чахары (Tchakhars), авга (Abaka), хорчины (Kortchin), дурбэты (Durbet), горлосы (Khorles). Подгруппа дауров гогули (Gogooli) по реке Амур. 1851 г.

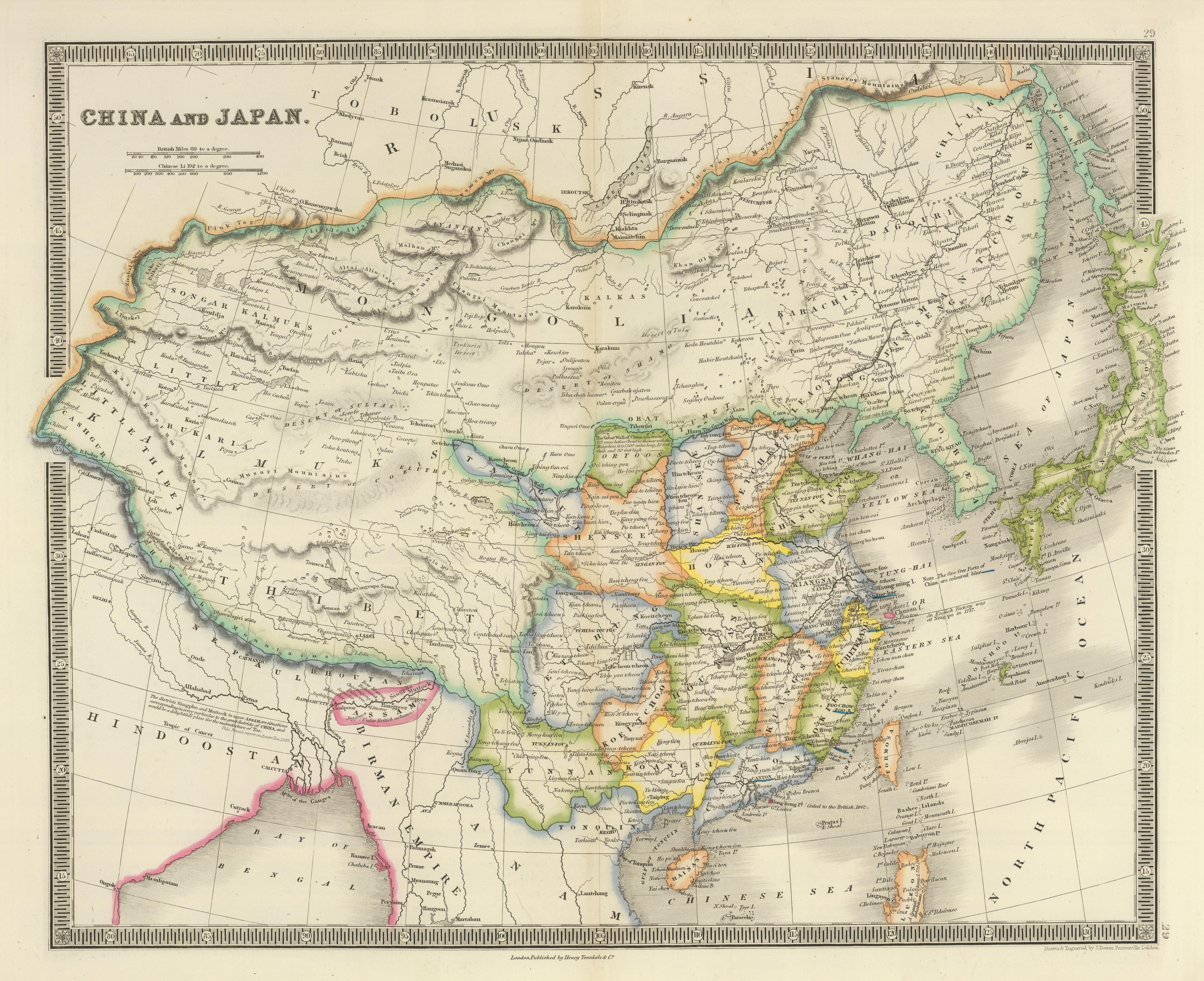
1844 г.

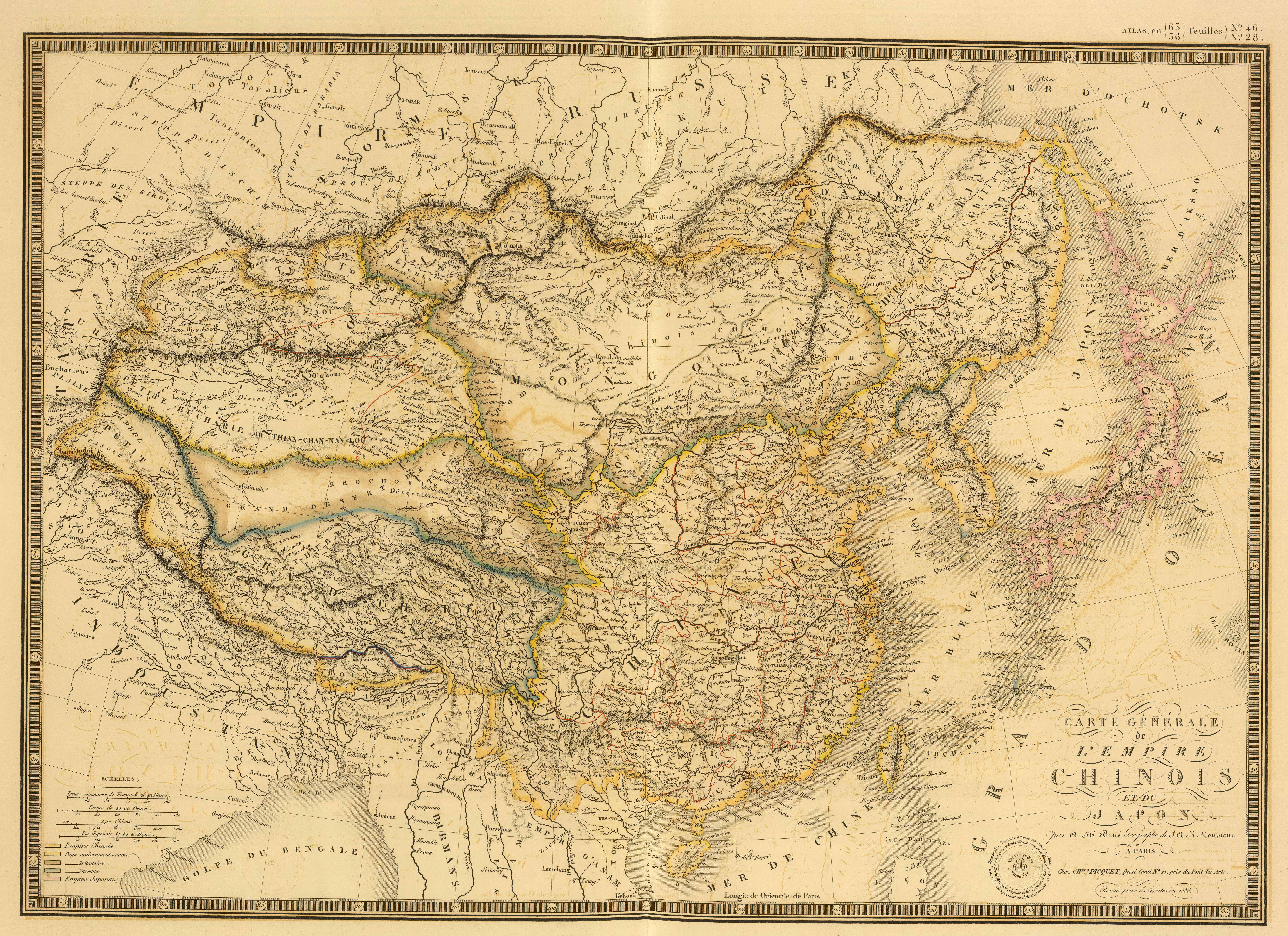
Монгольские племена в Южной Монголии: хорчины (Chorchins), найманы (Naynam), оннюты (Onhiot), авганары (Abahanar). Верхние монголы: хошуты (Khochotie, Kalmouks Kokonor, Elets Kokonor). 1836 г.

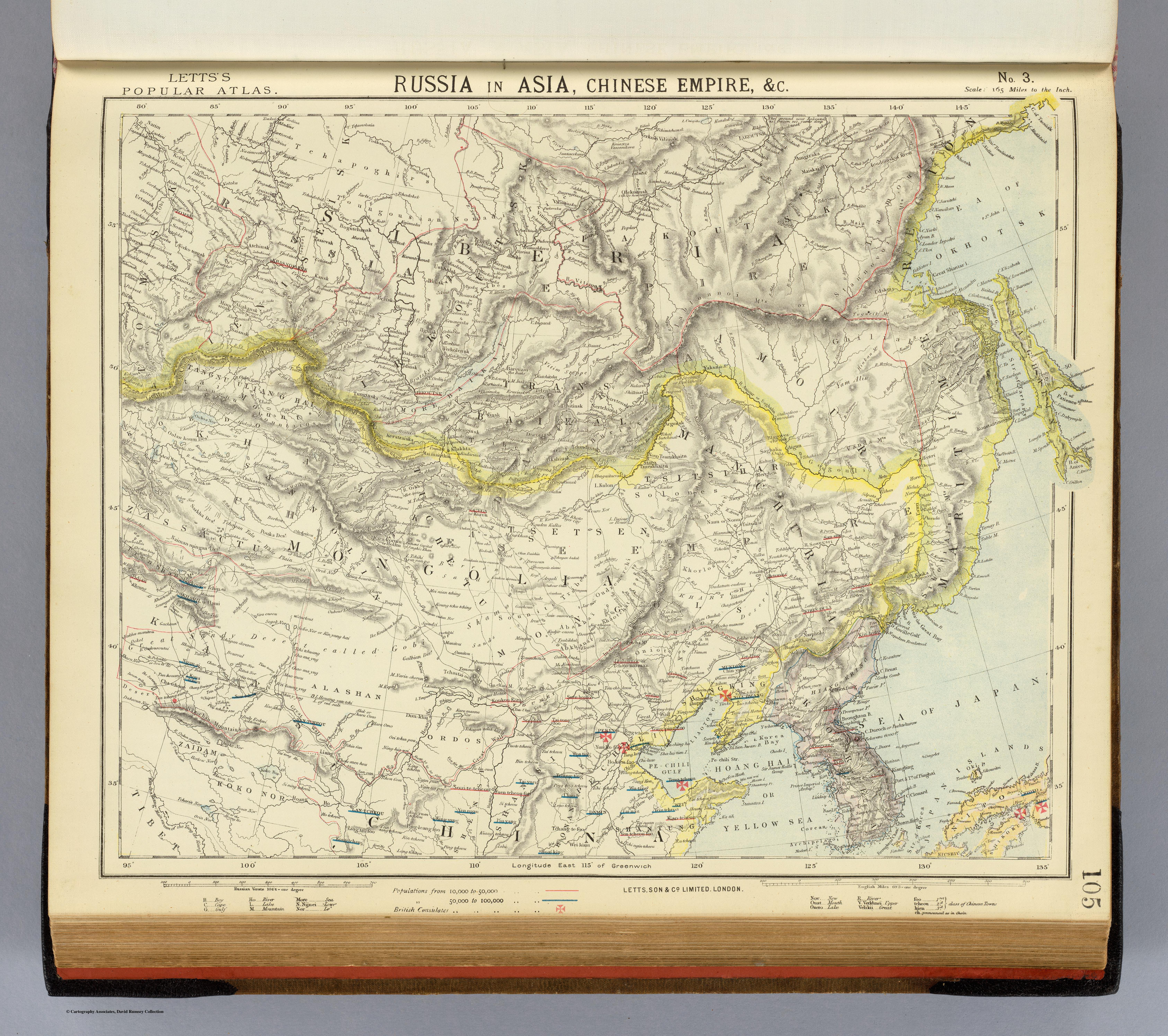
Монгольские племена в Южной Монголии: харачины (Khartchin), горлосы (Khorlos), оннигуд (Oniot), дурбэты (Dourbet), найманы (Naiman), баарины (Barin), авга (Abakhai), авганары (Abkhanar), туматы (Toumet), узумчины (Oudzemerchi), суниты (Sounnite), хучиты (Khaotchit). Подгруппа дауров гогули (Gogouli) по реке Амур. 1883 г.

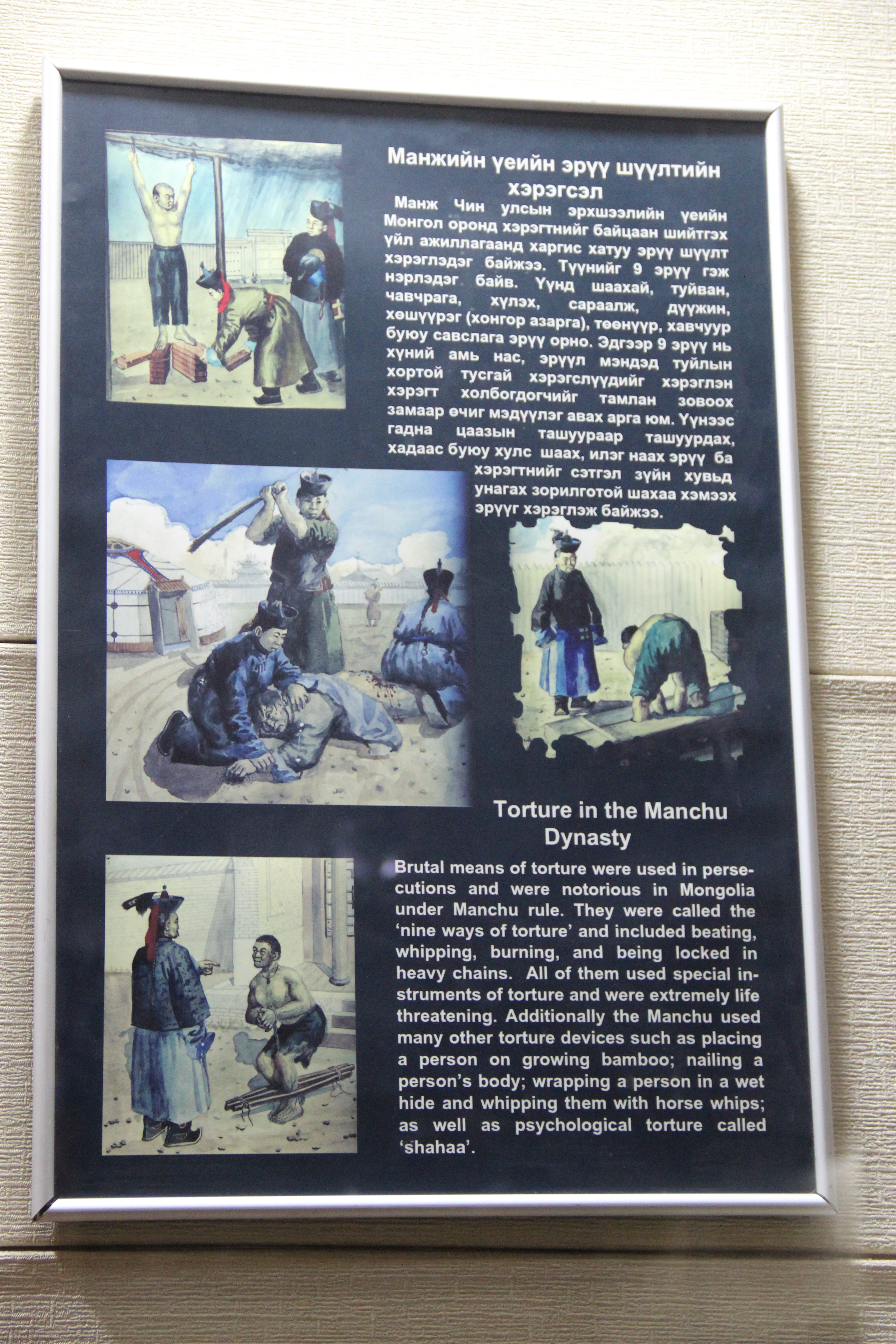
Пытки в маньчжурский период.

Создатель маньчжурского государства Поздняя Цзинь Нурхаци в своей борьбе за объединение маньчжурских племён заключал союзы с восточномонгольскими князьями, брал в жёны и наложницы представительниц их родов. В 1612 году хорчинские, джарудские и южно-халхаские князья заключили с Нурхаци формальный союз. Глава чахаров Лигдэн-хан, претендовавший на власть над всеми монголами, в 1619 году попытался заключить с Нурхаци союз против минского Китая, но из этого ничего не вышло; наоборот началась маньчжурско-чахарская вражда. Тем временем восточные монголы тянулись к маньчжурам; «пять халхаских племён» заключили «вечный клятвенный союз» с Нурхаци. В апреле 1624 года такой же союз равных сторон заключили с маньчжурами хорчинские монголы; их общим врагом был объявлен Лигдэн-хан.
После смерти Нурхаци в 1626 году маньчжуров возглавил его сын Абахай, который продолжил начатую его отцом политику дробления монголов и заключения союзов с отдельными их группами. В 1628 году объединённое маньчжуро-монгольское войско во главе с Абахаем выступило в поход на чахаров, но Лигдэн-хан не принял боя и ушёл вглубь степей. В 1632 году Абахай совершил новый поход в Чахар, и вновь Лигдэн-хан бежал; маньчжурам не удалось его догнать, но они разграбили всё, что было возможно. В 1634 году Лигдэн-хан умер от оспы; его сын Эджей-хан в следующем году признал поражение от маньчжуров, и преподнёс Абахаю великую печать императора Юань.
В 1636 году Абахай переименовал своё государство из Поздней Цзинь в империю Цин, а сам принял два титула сразу — императора и богдохана. Таким образом, как официальный преемник властителей государства Северная Юань, император государства Цин теперь формально считался главой всех монголов, хотя в реальности ему подчинялись лишь восточные и южные монголы.
С 1622 года воюющие вместе с маньчжурами монгольские отряды организовывались по образцу маньчжурской восьмизнамённой армии, и к 1635 году было создано восемь монгольских «знамён». Вместе с маньчжурами монголы с 1644 года участвовали в завоевании Китая. Однако в 1646 году обстановка в Монголии неожиданно осложнилась: южное княжество Сунит во главе с Тэнгисом вышло из под цинской власти, непокорные ушли в Халху под покровительство Цэцэн-хан Шолоя. Туда были посланы войска под командованием князя Додо, однако маньчжуры столкнулись с упорным сопротивлением конницы Цэцэн-хана, Тушэту-хана Гомбо и местного населения. Несмотря на первоначальный успех, Додо в 1647 году пришлось прервать свой поход и повернуть назад из-за нехватки сил для ведения затяжной войны в степях Халхи. Несмотря на сомнительный исход экспедиции Додо, регент Доргонь, ссылаясь на богдыханский титул императора, потребовал от ханов и князей Халхи присылки их сыновей или братьев в Пекин, где бы они жили в качестве заложников, однако это унизительное требование было отвергнуто халхасцами.
Однако у императорского правительства был экономический рычаг воздействия на непокорных князей — те были крайне заинтересованы в торговле с китайскими землями. Поэтому после жёсткого ультиматума, грозившего прервать посылку посольств и караванов, четыре правителя Восточной Халхи в 1656 году дали клятву дружбы и союза. При этом император Айсиньгёро Фулинь пожаловал Тушэту-хану, Дзасагту-хану, Цэцэн-хану и ещё пяти монгольским феодалам титулы правителей (джасак), принудя каждого из них ежегодно отправлять в Пекин символические дары. Одновременно с этим ханы Халхи в 1655—1656 годах согласились присылать своих сыновей или братьев в качестве заложников в Пекин.
В 1664 году Пекин нарушил единство монгольской территории: пустыня Гоби была объявлена границей между Внутренней Монголией и Внешней Монголией. Самовольный переход через неё был запрещён, вдоль границы расположились цинские войска. Разорвав традиционные связи между монголами обоих регионов, цинский двор в целях обострения междоусобицы в Халхе вмешался в борьбу за наследство Дзасагту-хана Норбо. В союз с Цинской империей вступил глава ойратского Хошоутского аймака — сын и преемник Гуши-хана Даши-батур. Он позволил маньчжурам в 1673 году ввести войска на свою территорию, превратив район Кукунора в цинский плацдарм для дальнейшей экспансии.
Когда в 1673 году началась «война саньфань», то в Монголии чахарский князь Буринай (Сачар), являвшийся потомком правящей династии империи Юань, выступил против империи Цин, стремясь восстановить в Пекине монгольскую династию. Для отражения угрозы столичной провинции со стороны монгольских земель цинам пришлось перебросить на северо-запад значительное количество «знамённых» войск.
По окончании «войны саньфань» цинское правительство активизировало антироссийскую деятельность, всячески при этом стараясь натравить ханов Халхи на русских — в первую очередь Тушэту-хана Чихуньдоржа и его брата Ундур-гэгэна, главу ламаистской церкви Монголии. Цины подбивали Тушэту-хана нанести удар в Забайкалье и вернуть власть над бурятами и другими народами, перешедшими в подданство русского царя. Однако Тушэту-хан и Ундур-гэгэн не хотели рвать торговые связи с Московским государством, и всячески лавировали. Тем не менее Тушэту-хан был вынужден в 1685 году под давлением Пекина совершить демонстративные набеги на русские селения по реке Селенга, а в 1688 году вести более значительные военные действия под Селенгинском. Потерпев здесь поражение, он окончательно вышел из войны.
Тем временем к западу от Халхи усиливалось Джунгарское ханство, правитель которого, Галдан-Бошогту, в 1678 году захватил Кашгарию, усилил своё влияние в Тибете и Халхе. В 1684 году вспыхнули очередные распри среди халхаских ханов, во время которых был убит посол Галдана. В 1688 году Галдан во главе отборной 30-тысячной конницы двинулся на Халху, и нанёс поражение халхаским монголам в битве у озера Ологой. Несколько сот тысяч человек из трёх аймаков, бросив скот и кибитки, бежали в Южную Монголию на территорию Цинской империи. Император получил великолепный предлог для покорения Халхи под видом её защиты от Галдана.
Осенью 1688 года халхаские феодалы во главе с Тушэту-ханом и Ундур-гэгэном приняли цинское подданство. Не желая столкновения с империей, Галдан предложил цинам мир на условиях выдачи ему или отправки в Лхасу Тушэту-хана и Ундур-гэгэна, а также установления джунгаро-цинских торговых отношений. Император Сюанье предпочёл начать войну. В 1689 году ханы и нойоны Халхи решили признать цинское господство. В 1691 году в Долон-норе состоялся съезд ханов, джасаков и нойонов Халхи и Южной Монголии; сюда же во главе армии прибыл и Сюанье. На съезде было объявлено о включёнии всех трёх аймаков Халхи в состав Цинской империи. Ханы сохранили свои титулы, но для джасаков, нойонов и других феодалов вводилась маньчжурская княжеская титулатура.
В первой половине XVIII века в результате второй ойрато-маньчжурской войны Джунгарскому ханству удалось вернуть часть владений в Монголии, однако в середине XVIII века маньчжуро-монгольские войска уничтожили Джунгарское ханство, включив все населённые монголами земли в состав Цинской империи.

## Государственно-административное устройство
Территория Внешней Монголии представляла собой имперское наместничество, поделённое на четыре ханства (аймака) и расположенный на крайнем западе пограничный Кобдосский округ. Аймаки распадались на хошуны, однако теперь хошуны являлись не наследственными владениями, а временными пожалованиями; для вступления в наследственное владение и управление хошуном требовалось получение монгольскими князьями инвеституры от маньчжурского императора.
С целью ослабления влияния князей цинские власти дробили аймаки на всё новые хошуны, доведя их общее число с 8 в 1691 году до 111. В административно-территориальном отношении хошуны делились на сомоны, а последние — на баги. Число и границы сомонов и багов изменялись в зависимости от плотности хошуна и численности его населения.
Все мужчины-миряне в возрасте от 18 до 60 лет считались солдатами-ополченцами (цириками), и по первому требованию маньчжурских властей каждая административная единица должна была выставлять и содержать вооружённых всадников в полной экипировке, из расчёта один воин от десяти семей. Воинские подразделения формировались на базе багов и сомонов и сводились в общие части в рамках хошуна. Войска хошунов входили в состав корпусов-знамён, которые формировались в пределах аймаков. Основными функциями монгольского ополчения были несение караульной службы на границах с Россией и участие в операциях маньчжурской армии в китайских землях, часто в качестве полицейской силы. Отвлечение на военную службу значительной части производительного населения (в 1810 году только Внешняя Монголия выставляла 50—55 тысяч человек) в условиях его малочисленности ложилось тяжким бременем на экономику.

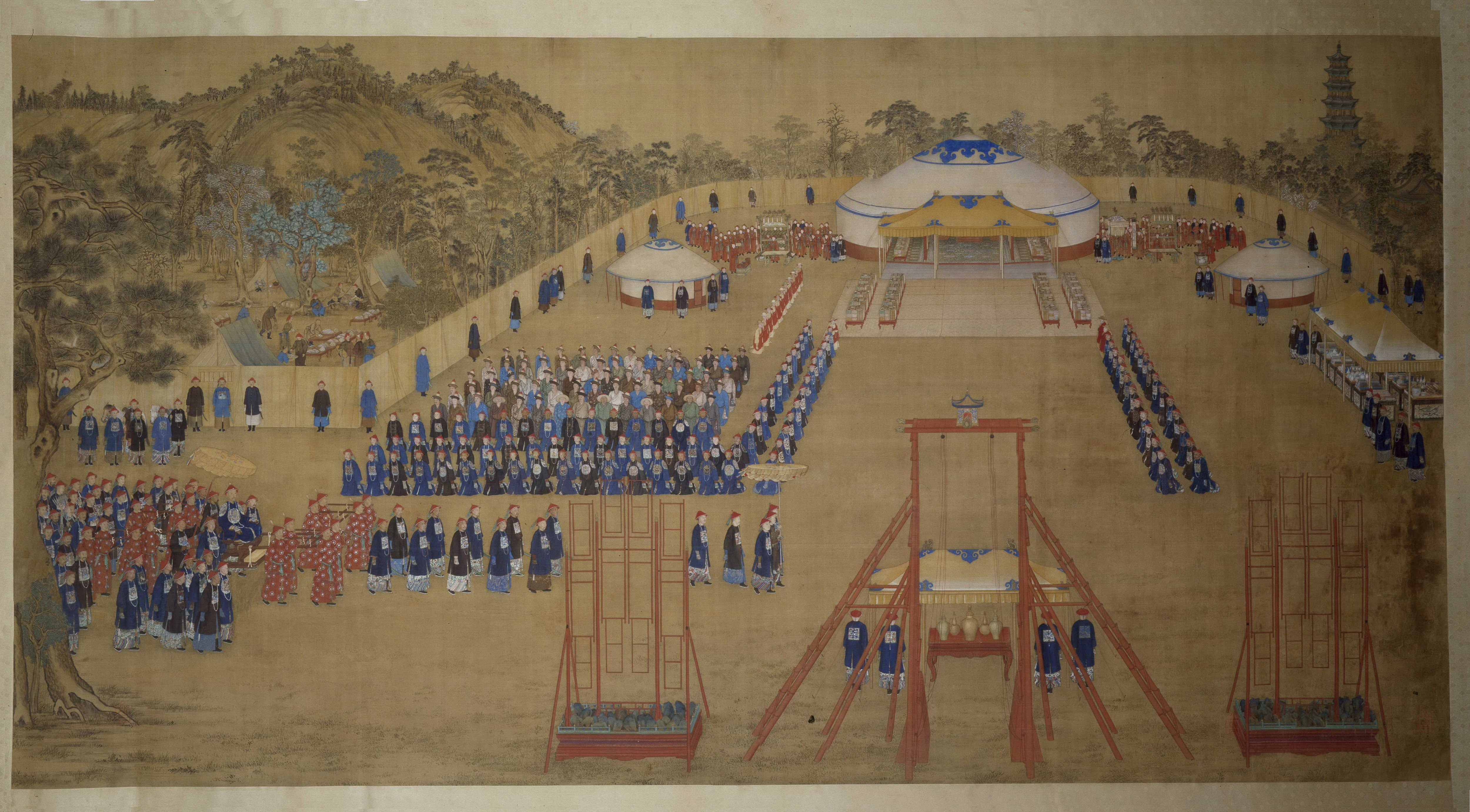
Пир, устроенный императором Хунли для ойратских князей в Чэндэ, 1755 г.

Во главе аппарата управления стоял маньчжурский император, обладающий титулом богдохана. Только он присваивал или лишал монгольских князей их титулов и званий, назначал или смещал с государственных должностей. Следующим звеном был созданный ещё в 1638 году на базе Монгольского управления (Мэнгу ямэнь) Лифаньюань, в котором могли служить только маньчжуры и монголы (китайцы туда не допускались). В подчинении Лифаньюаню находились императорские наместники — великий цзяньцзюнь (генерал-губернатор) с резиденцией в Улясутае, ведавший, в том числе, и делами двух западных аймаков (Дзасагту-ханов и Сайн-Нойон-ханов), а также два его помощника (амбаня), управлявшие двумя восточными аймаками (Тушэту-ханов и Цэцэн-ханов) с резиденцией в Урге (с 1761 года). Хэбэй-амбани (с 1762 года) управляли пограничным округом из города Кобдо.
Маньчжурская администрация в монгольских землях взаимодействовала с сохранёнными ею органами местной монгольской власти: аймачными собраниями (аймагын чуулган), традиционными периодически собиравшимися съездами (хуралами) нойонов данного аймака, хошунными канцеляриями (тамгын газар) и джисанами — своеобразными постоянными представительствами четырёх аймаков при Улясутайском цзяньцзюне и ургинских амбанях.

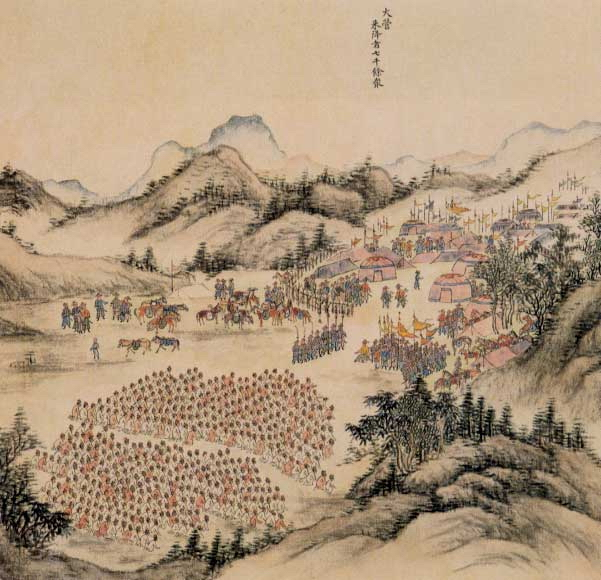
Лагерь маньчжурской армии в Джунгарии в 1757 г.

Хошунный дзасак (владетельный князь) обладал несколько ограниченной маньчжурскими законами, но весьма значительной гражданской, военной и судебной властью, монополией на сбор государственных и хошунных податей и распределением повинностей, определял границы сомонов и багов, назначал и смещал их начальников, регулировал пользование пастбищами, возглавлял хошунное ополчение. На собрании аймака, собиравшемся раз в три года в постоянном месте с обязательным участием цзяньцзюня или его помощников, решались дела, касавшиеся всего аймака, проводилась перепись населения и скота. Там же избирались председатель собрания (чуулганы дарга) и его помощник по военным делам (туслагч дзангин), которые в периоды между съездами выступали в качестве посредников между цинскими властями и дзасаками. Существование этих выборных должностей позволило Цинской империи окончательно ликвидировать власть аймачных ханов.
Маньчжуры законодательно закрепили и придали строгую иерархичность социально-правовой организации монгольского общества, которое разделялось на благородных (сайн хумуус) и простолюдинов (хар хумуус). Сайн хумуус составляла светская (хара) и духовная (шара) знать, а также прослойка императорских зятьёв (получавших титул эфу или табунанов), которая пополнялась благодаря матримониальной политике цинского двора, отдававшего маньчжурских принцесс замуж за представителей монгольских княжеских родов. Особую социально-правовую группу составляли носители титула дархан, который давался лицам, оказавшим особые личные услуги маньчжурским императорам; эта группа лиц освобождалась от несения каких-либо повинностей, а также обладала личной неприкосновенностью и получала право свободного выбора рода занятий и места жительства (с 1824 года титул дархана стал передаваться по наследству, и его можно было купить за большие деньги). К простолюдинам относились араты-кочевники, принадлежавшие к трём статусным группам зависимого населения: сомонным аратам (албату), хамджилга и шаби. Сомонные араты хотя юридически и считались свободными, но по существу были превращены в государственных крепостных, и не имели права без разрешения властей покидать пределы своего хошуна. Главной обязанностью хамджилга было содержание и обслуживание владетельных князей и их семей; они были обязаны кочевать вместе со своими господами, пасти господский скот и ухаживать за ним, исполнять тяжёлую домашнюю работу и т. п. Араты-шаби (шабинары) были официально закреплены за духовными владыками и монастырями; они были освобождены от всех податей и повинностей в пользу государства и светских нойонов, однако были обязаны работать на своих хозяев, ежегодно выплачивать натуральный и денежный налоги, а также различного рода внеочередные поборы.

## Экономика
Экономика Монголии сохраняла натуральный и полунатуральный характер, почти полностью основываясь на экстенсивном кочевом скотоводстве в сочетании с домашним ремеслом, кустарными промыслами, охотой, а также зачатками земледелия. С первой половины XVIII века на территорию Монголии стал проникать китайский капитал. При оседлых пунктах (главным образом монастырях) росло число торговых слобод с лавками, магазинами, складскими и жилыми помещениями, которые становились центрами оптовой и розничной торговли шёлковыми и бумажными тканями, чаем, табаком, мукой, крупами, металлическими, фарфоровыми и глиняными изделиями, предметами домашнего обихода и ламаистского культа. Значительная разница между низкими закупочными ценами на монгольский скот и продукты животноводства, и высокими продажными ценами на эти товары на территории внутреннего Китая, создавала для китайских торговцев возможность быстрого обогащения.
Цинская империя проводила курс на изоляцию Монголии от внешнего мира, в первую очередь — от соседней России. Нерчинский, Кяхтинский и Буринский договоры юридически закрепили ограничения деятельности российского купечества в Монголии. До середины XIX века русская торговля ограничивалась проведением раз в три года ярмарки в Кяхте и деятельностью русских купцов вдоль тракта Кяхта — Урга — Калган, но с уплатой крупных пошлин.
После того, как в середине XIX века Цинская империя потерпела ряд крупных поражений от европейских стран, и была вынуждена допустить европейские товары на внутренний рынок, начала изменяться ситуация и в Монголии. В борьбе за сохранение господства на монгольском рынке в условиях обострения конкуренции с российскими торгово-промышленными кругами китайские купцы стали ввозить в Монголию дешёвую европейскую, американскую и японскую фабричную продукцию под видом популярных у монголов якобы «китайских» сортов тканей.
Согласно договорам, заключённым между Российской и Цинской империями в середине XIX века, вдоль демаркационной линии устанавливалась полоса шириной в 50 вёрст в обе стороны, где разрешалась беспошлинная торговля. 20 февраля 1862 года в дополнение к Пекинскому договору были заключены правила сухопутной торговли между Российской и Цинской империями (расширены в 1869 году), которые распространили это право для русских купцов на всю территорию Внешней Монголии. В результате, русская торговля в Монголии увеличила свои обороты в 80 раз: с 218 тысяч золотых рублей в 1861 году до 16 миллионов 900 тысяч золотых рублей в 1900 году. Тем не менее, русские товары не выдерживали конкуренции с товарами китайских, японских, немецких, английских и американских компаний, активно проникавших в Монголию с 1904 года: баланс русской торговли в Монголии неизменно находился в пассиве (составившем в 1907 году 4 миллиона рублей)..

## «Новая политика» империи Цин в Монголии и национально-освободительная борьба
В 1898 году император Цзайтянь попытался реформировать Цинскую империю. Несмотря на то, что эта попытка вскоре была задавлена консерваторами, необходимость перемен была очевидна, и в 1900—1901 годах началось реформирование системы управления Монголией, нацеленная на её превращение в рядовую провинцию страны. Эти реформы получили название «новой политики». В ходе её реализации в 1906 году в Пекине было сформировано Особое бюро по переселенческим делам Монголии, которое в 1909 году провело учёт всех пригодных для земледелия территорий во Внешней Монголии и вынудило монгольских князей подписать соглашение об их постепенной передаче цинскому правительству с уплатой 50% стоимости этих земель хошунным дзасакам. Тогда же был разработан план колонизации, согласно которому поощрялась массовая миграция китайских крестьян, особенно в пограничные с Россией районы, проводилась замена монгольских караулов китайскими и увеличение общей численности гарнизонов. Вместе с тем происходило усиление роли маньчжурской администрации и ограничение прав местных властей, и готовилась реорганизация гражданского и военного управления в духе общей трансформации государственного устройства страны. В частности, в 1907 году был издан императорский указ об участии представителей Монголии в будущем цинском парламенте. Для осуществления реорганизации в начале 1911 года в Ургу прибыл специальный уполномоченный Военного министерства с большой группой чиновников. В июне 1911 года в Пекине состоялось совещание, которое, рассмотрев ход выполнения Плана колонизации, пришло к выводу о том, что как Внешняя, так и Внутренняя Монголия готовы к «единению» с Китаем.
Однако эти действия вызвали рост антиманьчжурских и антикитайских настроений. В 1900 году в Улясутае взбунтовались две тысячи монгольских цириков, мобилизованных для подавления восстания ихэтуаней в Китае и переданных хошунными властями в распоряжение маньчжурского гарнизона; они разгромили купеческие конторы и лавки, а затем разъехались по домам. Почти одновременно крупное выступление против маньчжурских властей произошло в хошуне князя Сансарайдоржи Цэцэнханского аймака. В 1903 году начались волнения на западе Монголии в Цэцэгнурском сомоне хошуна князя дархан-бэйлэ Манибазара (Дзасагтуханский аймак), где восставшие образовали Цэцэгнурский дуйгулан (орган народного самоуправления) во главе с аратом Аюши, не признававшим власти местного князя. Дуйгуланское движение, несмотря на репрессии властей и даже заключение в тюрьму его руководителя, продолжалось до 1909 года, а затем вспыхнуло вновь в 1911 году. Определённую антиманьчжурскую направленность имело и движение сайнэров — воров, раздававших награбленное аратам, в качестве основных целей которых были китайские фирмы и торговцы.
В 1906, 1907 и 1910 годах имели место вспышки антиманьчжурских выступлений в Урге, в которых участвовали городская беднота, низшие ламы и чиновники; в 1910 году был вынужден ретироваться под натиском толпы даже амбань Саньдо, которого забросали камнями и палками. В Барге и Цэцэнханском аймаке действовали целые аратские повстанческие отряды, возглавляемые тайджи Тогтохо. Колонизация монгольских земель и ограничения в управлении хошунами, китаизация и потеря привилегий вывели на борьбу с империей Цин даже ряд нойонов.
Главной интегрирующей силой национально-освободительного движения стала буддийская церковь Внешней Монголии и её глава Богдо-гэгэн VIII, ставший своеобразным знаменем возрождения монгольской государственности. Во время пребывания в Урге в 1904—1906 годах Далай-ламы XIII, с полного его одобрения и при поощрении со стороны Богдо-гэгэна, было принято бесповоротное решение отделиться от Цинской империи в самостоятельное государство, совершив эту операцию под покровительством и при поддержке России.